# ایده تجاری

من یه ایده دارم!

ایده تجاری، ایده‌ای است که می‌توان از آن برای شروع یک تجارت جدید و کسب اهداف تجاری و سودآور استفاده کرد.این ایده معمولاً در رابطه با کالا یا خدماتی است که بر اساس یک روش منحصر به فرد می‌تواند به فروش برسد.ایده تجاری، اندیشه ای در مورد کالا یا خدماتی است که قرار است به بازار ارائه شود؛ روشی که از طریق آن مشتری جذب شود و روشی که از آن سود و درآمد کسب شود.ایده در فرایند راه‌اندازی کسب‌وکاری جدید و نیز برای بنگاه‌های فعال، بسیار مهم است. یک ایده اولین نقطه عطف در روند ایجاد یک فعالیت بازرگانی موفق است.
ایده تجاری باید قابل اجرا باشد و مزیت رقابتی ایجاد کند. افراد می‌توانند با اجرای یک ایده خوب و موفقیت در جلب نظر دیگران و ارائه محصول مناسب، از ایده‌های نوآورانه و خلاق خود کسب درآمد کرده و یک کار و پیشه مناسب برای خود راه اندازی کنند.ایده‌های تجاری جذاب همیشه ایده‌های موفیت‌آمیزی نیستند زیرا معمولاً رقابت در انجام آن‌ها شدید است. معمولاً اکثر کارآفرینان در ورود به این نوع تجارت‌ها شکست می‌خورند.
ویژگی‌های ایده‌های تجاری مناسب عبارتند از :
- سودآور بودن : سودآوری توانایی تجارت برای ایجاد درآمد در مقایسه با هزینه‌های آن در یک دوره زمانی معین است.[۱] این احتمالاً مهمترین جنبه هر ایده تجاری در دراز مدت است، زیرا همان چیزی است که باعث می شود کسب‌وکار بقای خود را حفظ کند.ایده‌های سودآور به  جریان درآمد قوی در برابر هزینه‌های آن نیاز دارند و این امر است که باعث موفقیت آن کسب‌وکار می‌شود.برای بسیاری از افراد ،مهمترین دلیل برای این که چرا رویاهای تجاری خود را دنبال نمی کنند ،هزینه های قابل توجه مربوط به راه‌اندازی آن است.[۲]
- نوآوری : نوآوری می تواند محور اصلی یک تجارت باشد و می تواند به آن کمک کند تا در صورت اجرای صحیح ایده های خود، رشد کند و به رهبر بازار تبدیل شوند.بنگاه‌هایی که بر نوآوری متمرکز هستند معمولاً کارآمدتر، مقرون به صرفه تر و مولدتر هستند. نوآوری موفق باید در راهبرد بازرگانی گنجانده شود، جایی که می‌توان فرهنگ نوآوری ایجاد نمود و حل خلاقانه مشکلات را به پیش برد.[۳]
- منحصربه‌فرد بودن : نقطه فروش منحصر به فرد (USP) عاملی است که یک بنگاه یا یک محصول را از طریق قیمت گذاری، کیفیت، خدمات مشتریان یا نوآوری از رقبای خود متمایز می کند.[۴] هر شرکت موفق یک پیشنهاد فروش منحصر به فرد (USP) دارد. USP را می توان از طریق عنصر اول بودن در یک بازار ایجاد کرد، برای مثال اوبر اولین شرکتی بود که امکان ارسال تاکسی از طریق اپلیکیشن تلفن همراه را فراهم کرد.از آنجا که اوبر ابتدا به این بازار رسیده بود، یک USP داشت و بنابراین مشتریان وفاداری را کسب کرد. با این حال امروزه با رقابت شدیدی که حاصل کپی کردن مدل تجارت آن توسط سایر بنگاه ها است، اوبر مجبور است خدمات خود را از طریق نوآوری توسعه دهد.
- توانایی حل مسئله : ایده‌های تجاری که مشکلات را حل می کنند برای  پیشرفت و توسعه جهان حیاتی هستند .
- قابل درک بودن

## نکات مهم در خصوص راه‌اندازی فعالیت‌های تجاری
برای راه اندازی یک کسب‌وکار موفق، مهم‌ترین مورد، یافتن ایده‌ای مطلوب است که این ایده بایستی به‌روز، خلاق و ویژه باشد.همچنین باید ایده موردنظر مورد پژوهش و ارزیابی قرار گیرد. عجله در راه اندازی کسب‌وکار برخلاف تصور موجب رشد سریعتر نمی‌شود.پیش از راه اندازی کار، ایده باید مورد اندازه‌گیری قرار گیرد. بررسی ایده و پیدا کردن نقاط مثبت و منفی آن نیز موجب کاهش میزان قابل توجهی از هزینه‌ها و خطاها در آینده خواهد شد.نوشتن برنامه برای پیشرفت و ترقی در کسب‌وکار نیز اهمیت دارد. برای وارد شدن به عرصه تجارت باید یک برنامه مناسب برای پیشرفت در آن اجرا کرد.